# Háje
Háje är en ort i Tjeckien. Den ligger i regionen Mellersta Böhmen, i den centrala delen av landet, 50 km sydväst om huvudstaden Prag. Háje ligger 576 meter över havet och antalet invånare är 242.
Terrängen runt Háje är huvudsakligen platt, men västerut är den kuperad. Háje ligger uppe på en höjd.Runt Háje är det ganska tätbefolkat, med 86 invånare per kvadratkilometer. Närmaste större samhälle är Příbram, 3,3 km nordväst om Háje. Omgivningarna runt Háje är en mosaik av jordbruksmark och naturlig växtlighet.